# 弗里曼 (喬治亞州)
弗里曼（英語：Freeman）是位於美國喬治亞州厄爾利縣的一個非建制地區。該地的面積和人口皆未知。

## 地理
弗里曼的座標為31°21′39″N 85°03′46″W / 31.36083°N 85.06278°W，而該地的平均海拔高度為66米（即217英尺）。